# Nílton Santos
Nílton Reis dos Santos, noto semplicemente come Nílton Santos (Rio de Janeiro, 16 maggio 1925 – Rio de Janeiro, 27 novembre 2013), è stato un calciatore brasiliano, di ruolo terzino sinistro.
Soprannominato Enciclopédia do Futebol (in italiano "L'enciclopedia del calcio") per la sua grande conoscenza del calcio, la sua intelligenza tattica e la sua visione di gioco, è considerato uno dei più forti difensori brasiliani di tutti i tempi. Occupa la 26ª posizione nella speciale classifica dei migliori calciatori sudamericani del XX secolo pubblicata dall'IFFHS nel 2004 e nello stesso anno, Pelé lo ha anche inserito nella FIFA 100, la lista dei 125 migliori calciatori viventi, redatta in occasione del Centenario della FIFA.
Affetto da tempo dalla malattia di Alzheimer, è scomparso nel 2013 all'età di 88 anni per insufficienza respiratoria.

## Caratteristiche tecniche
Aveva la capacità di riuscire a compiere ad alto livello sia la fase di difesa che quella di attacco. Aveva un fisico potente ed era rapido negli anticipi. Fu fra i primi difensori a giocare anche in appoggio alle azioni offensive giocando nel ruolo di terzino di spinta, aiutato da una buona tecnica individuale.

## Carriera

### Club
Nilton Santos ha militato per tutta la sua carriera nel Botafogo, squadra di cui cominciò a far parte nel 1948. Con il Fogão (soprannome dei bianconeri di Rio de Janeiro) vinse quattro volte il Campionato carioca (1948, 1957, 1961 e 1962) e due il Torneo Rio-San Paolo (1962 e 1964), grazie anche all'apporto di altri campioni quali il leggendario Garrincha (suo grande amico anche fuori dal campo, fu lui a chiedere alla dirigenza del Botafogo di tesserarlo), Didi, Amarildo e Zagallo. Con questo club totalizzò oltre settecento presenze.

### Nazionale
Con la Nazionale brasiliana, Nílton Santos formò assieme a Djalma Santos una delle coppie di terzini più forti della storia del calcio. Vinse la Coppa America nel 1949 ma l'anno dopo venne lasciato fuori dell'undici titolare per il campionato del mondo 1950 che il Brasile organizzò e perse a sorpresa contro l'Uruguay. Si rifece nei Mondiali di calcio di Svezia 1958 e Cile 1962, affermandosi come una delle colonne della Nazionale brasiliana che vinse i suoi primi due titoli iridati. Con la vittoria del mondiale del 1962 è diventato il secondo giocatore più vecchio a vincere un mondiale dopo Dino Zoff.

## Scomparsa
Muore di polmonite nel 2013; verrà in seguito sepolto nel cimitero di San Giovanni Battista, nel quartiere Botafogo a Rio de Janeiro.

## Palmarès

### Club
- Campionato Carioca: 4

Botafogo: 1948, 1957, 1961, 1962
- Torneio Início do Rio de Janeiro: 3

Botafogo: 1961, 1962, 1963
- Torneo Rio-San Paolo: 2

Botafogo: 1962, 1964

### Nazionale
- Campeonato Sudamericano de Football: 1

Brasile 1949
- Campionato Panamericano: 1

1952
- Campionato mondiale: 2

Svezia 1958, Cile 1962

### Individuale
- Inserito nelle "Leggende" del Golden Foot (2009)
- Candidato al Dream Team del Pallone d'oro (2020)